# 沃尔夫冈·居尔登普芬尼希
沃尔夫冈·居尔登普芬尼希（德語：Wolfgang Güldenpfennig，1951年12月20日—），德国男子赛艇运动员。他曾代表东德参加1972年和1976年夏季奥林匹克运动会赛艇比赛，获得一枚金牌和一枚铜牌。